# 鳥取日産自動車販売
鳥取日産自動車販売株式会社（とっとりにっさんじどうしゃはんばい）とは、鳥取県米子市に本社のある、日産自動車の販売会社である。

## 概要
鳥取県で、日産・ブルーステージを展開している。
鳥取市の鳥取千代水営業所ではルノー車（店名はルノー鳥取）を併売しており、米子市の米子営業所（本社）にもルノー車のサービス工場（店名はルノーサービスサテライト米子）が併設されている。
また、ヨコハマタイヤの代理店でもある。

## 沿革
- 1946年（昭和21年）12月21日 設立。

## 事業所
- 本社・米子営業所・ルノーサービスサテライト米子
  - 鳥取県米子市車尾二丁目16番18号
- 境港営業所
  - 鳥取県境港市浜ノ町117番地
- 倉吉営業所
  - 鳥取県倉吉市清谷1518番地
- 鳥取営業所
  - 鳥取県鳥取市桜谷232番地
- 鳥取千代水営業所・ルノー鳥取
  - 鳥取県鳥取市千代水二丁目16番地

### 鳥取県内の他日産車販売店
- 日産プリンス鳥取販売（レッドステージ店、旧サティオ店←サニー店、旧プリンス店）：山陰酸素工業グループ